# Microsoft Office 2021
Microsoft Office 2021 là một phiên bản của bộ ứng dụng văn phòng Microsoft Office dành cho hệ điều hành Microsoft Windows và macOS. Đây là phiên bản kế nhiệm của Office 2019, được phát hành vào ngày 5 tháng 10 năm 2021 ngay sau khi Windows 11 ra mắt. Là bản phát hành liên tục thứ ba kể từ Office 16, Office 2021 vẫn giữ số phiên bản tương tự như các phiên bản tiền nhiệm. Trong phiên bản này, Microsoft giới thiệu đến người dùng các mảng động mới, tính năng XLOOKUP cho Excel, hỗ trợ đầy đủ chế độ tối và cải tiến về hiệu suất. Việc hỗ trợ dành cho các phiên bản bán lẻ của Office 2021 sẽ kết thúc vào ngày 13 tháng 10 năm 2026. Vì vậy, khác với những phiên bản Office tiền nhiệm, Office 2021 sẽ không có thời gian hỗ trợ kéo dài.

## Phát triển
Office 2021 hỗ trợ định dạng tệp OASIS ODF tốt hơn, đồng thời bổ sung thêm các tính năng cho hàm let, hỗ tìm kiếm tốt hơn cho hàm XMatch, mảng động và XLOOKUP. Office 2021 cũng làm nổi bật chức năng Ink for Translate trong Microsoft Outlook và PowerPoint.
Ngoài ra, Office 2021 cũng được cho là có các tính năng đồng tác giả tốt hơn trong Word.